# Anil Sakya
Phra Anil Sakya (ou Phra Shakyavongsvisuddhi, né au Népal [Quand ?]) est le premier secrétaire du patriarche suprême des Bonzes de Thaïlande. Ordonné moine en Thaïlande en 1980, il est considéré comme un descendant de Bouddha[réf. nécessaire].